# José Luis Galiano Royo
José Luis Galiano Royo   (Nájera, 4 de maig de 1955) és un il·lustrador, grafista i dibuixant de còmics espanyol.
Va néixer a la ciutat de Nájera (La Rioja), però es va criar a Reus (Tarragona). Es va llicenciar en Belles Arts per la Universitat de Barcelona. Amb guions d'Alfredo Pons i Marta Guerrero va publicar als anys 80 en la revista El Víbora la historieta Internas i Las Aventuras de Sarita. De 1992 a 2002 va ser professor de dibuix a l'Escola-Taller Mas Carandell de Reus. De 2002 a 2021 va treballar com a responsable de màrqueting i comunicació a la Fundació URV (Universitat Rovira i Virgili) de Tarragona.
Les historietes amb guions de Marta & Pons, publicades en la revista El Víbora es van publicar en àlbums de 64 pàgines: Internas (Barcelona, 1985, 1987, 1990, 1993), Cómplices (Barcelona, 1991), Lumis (Barcelona, 1989), Sarita (Barcelona, 1987). Per a l'estranger: Dorm Girls (#New York, 1991), Pensionatet (Dinamarca, 1988), Bordelet (Dinamarca, 1988).
Des de 1982 realitza còmics i il·lustracions que són publicats a Espanya i diversos països estrangers, amb guions propis, de Marta & Pons i d'El Séssar (César Galiano).

## Exposicions col·lectives
- Barcelona en el còmic (Barcelona, 1989)
- La Nouvelle Bande Desinée Espagnole (Angouleme, 1989)
- Makoki 10 anys (Barcelona, 1987)
- Perpetuum Movile (itinerant, 1985)